# Chloroharpax modesta
Chloroharpax modesta är en bönsyrseart som beskrevs av Gerstaecker 1883. Chloroharpax modesta ingår i släktet Chloroharpax och familjen Hymenopodidae. Inga underarter finns listade i Catalogue of Life.